# Deloneura innesi
Deloneura innesi är en fjärilsart som beskrevs av Van Son 1949. Deloneura innesi ingår i släktet Deloneura och familjen juvelvingar. Inga underarter finns listade i Catalogue of Life.